# Dwudziesty pierwszy listopada
Dwudziesty pierwszy listopada – drugi studyjny album polskiego zespołu Verba, wydany 21 listopada 2005 roku. Płytę promują single: „Słuchaj Skarbie”, „Summer Patrol” (będący „wspomnieniami zespołu z wakacyjnej trasy koncertowej”), „Ten czas” (wydany z myślą o świętach Bożego Narodzenia), „Mogliśmy” i nowa wersja „Zaopiekuj się mną” (przy współpracy z zespołem Rezerwat). Tym razem na płycie pojawili się goście: rockowa grupa Rezerwat i aktorka Katarzyna Bujakiewicz. Znalazły się również na niej nowe wersje debiutanckich singli Verby: „Nic więcej” i „Pamiętasz”.
Album zwyciężył w Superjedynkach 2006 w kategorii płyta hiphopowa.
Nagrania dotarły do 40. miejsca listy OLiS. 

## Recenzja
Nazwa drugiego albumu Verby, podobnie jak debiutanckiego wydawnictwa Ósmy marca z 2005, nawiązuje do dnia jego wydania. 

Na płycie jest dużo więcej melodii i śpiewu. Prawie każdy kawałek można po prostu zaśpiewać. Jest to naturalny efekt postępu, rozwoju i oczywiście, jak to nazywa każdy artysta, wynik poszukiwań.

## Lista utworów
1. „Wejście” - 1:25
2. „Zaopiekuj się mną” (Feat. Rezerwat) - 3:42
3. „Wczoraj” - 3:24
4. „To co widzę” - 3:47
5. „Ten czas” - 3:48
6. „Słuchaj skarbie” - 3:53
7. „Młode wilki 2” - 3:42
8. „Kochaj mnie” - 3:20
9. „Nic więcej” (RMX) - 3:22
10. „Przyjdź do mnie nocą” - 3:42
11. „Chłodny deszcz” (Feat. Katarzyna Bujakiewicz) - 3:36
12. „Mogliśmy” - 3:30
13. „Nie ma ciebie” - 3:23
14. „Pamiętasz” (RMX) - 3:44
15. „Summer Patrol” - 2:47
16. „Wyjście” - 1:23